# Watrous (Nuevo México)
Watrous es un lugar designado por el censo ubicado en el condado de Mora en el estado estadounidense de Nuevo México. En el Censo de 2010 tenía una población de 135 habitantes y una densidad poblacional de 90,49 personas por km².

## Geografía
Watrous se encuentra ubicado en las coordenadas 35°47′23″N 104°58′56″O / 35.78972, -104.98222. Según la Oficina del Censo de los Estados Unidos, Watrous tiene una superficie total de 1.49 km², de la cual 1.48 km² corresponden a tierra firme y (0.69%) 0.01 km² es agua.

## Demografía
Según el censo de 2010, había 135 personas residiendo en Watrous. La densidad de población era de 90,49 hab./km². De los 135 habitantes, Watrous estaba compuesto por el 85.19% blancos, el 0% eran afroamericanos, el 2.96% eran amerindios, el 0% eran asiáticos, el 0% eran isleños del Pacífico, el 11.11% eran de otras razas y el 0.74% pertenecían a dos o más razas. Del total de la población el 83.7% eran hispanos o latinos de cualquier raza.